# Giuseppe Brambilla (politico)
Giuseppe Brambilla (Giussano, 24 ottobre 1825 – Como, 28 ottobre 1886) è stato un politico, patriota, giornalista e notaio italiano.

## Biografia
Nato nel 1825 a Giussano dal fisico Luigi e da Giuditta Mazzucchelli, crebbe a Como in un ambiente progressista e anti-austriaco, dove un ruolo importante ebbe lo zio paterno, l'omonimo Giuseppe, che nel 1848 fu incarcerato a Milano dalle autorità austriache per "delitto di Stato". Prese parte alle cinque giornate di Como e militò nella colonna di Antonio Arcioni a Brescia, nel Trentino e a Venezia.
Nel 1850 conseguì la laurea in legge all'Università degli Studi di Pavia e nel 1852 si trasferì a Genova, dove frequentò il circolo di Agostino Bertani. Dopo cinque anni rientrò a Como, dove si impegnò in una forte attività propagandistica a favore della lotta armata e per l'arruolamento nell'esercito sabaudo. Nel 1859 partecipò alla liberazione di Como, avendo modo di conoscere Giuseppe Garibaldi. L'anno successivo fondò insieme allo zio il bisettimanale Patriota.
Nel giugno 1860, mentre era in corso la spedizione dei Mille, fece rientro a Genova su sollecito di Bertani per collaborare all'organizzazione della Cassa centrale di soccorso a Garibaldi. Il 21 agosto raggiunse Garibaldi a Palermo e lo seguì a Napoli come membro della sua segreteria generale. L'11 settembre venne inviato a Torino dal generale nizzardo, allo scopo di richiedere a Vittorio Emanuele II il licenziamento di Cavour, la nomina di Giorgio Pallavicino Trivulzio quale prodittatore di Napoli e mantenere fermo il proposito della conquista di Roma; le richieste tuttavia non furono accolte.
Deluso dall'atteggiamento sabaudo, rifiutò la nomina a prefetto del Regno e si ritirò a Como per dedicarsi alla professione di notaio. Nel 1868 venne nominato conservatore dell'archivio notarile di Como. Tra il 1866 e il 1869 collaborò per la Gazzetta di Como, dove scrisse articoli dal forte idealismo democratico e attenti alle problematiche locali. Dal 1876 al 1879 fu redattore del Progresso.
Attivo politicamente a livello cittadino, fu più volte consigliere provinciale e comunale in seno al movimento democratico e dal 1872 al 1877 fu sindaco di Como. Presentatosi alle elezioni politiche del 1876, non risultò eletto.
Morì a Como il 28 ottobre 1886.